# Floxuridine
La floxuridine est un médicament utilisé pour traiter le cancer du foie et l'adénocarcinome gastro-intestinal ou le cancer colorectal qui s'est propagé au foie. Elle est administrée par injection graduelle dans une artère qui alimente l'organe malade,.

## Mode d'action
Il agit comme antimétabolite, c'est-à-dire d'un analogue de la pyrimidine.

## Effets secondaires
Les effets secondaires comprennent la diminution de la moelle osseuse, la fatigue, les maux de tête, les étourdissements, les troubles du sommeil, l'engourdissement, les douleurs abdominales, la constipation, la diarrhée, les brûlures d'estomac, les nausées, l'inflammation de la bouche ou les éruptions cutanées. D’autres effets peuvent inclure des problèmes hépatiques. En raison de la gravité de ces effets, les patients sont généralement hospitalisées pendant le traitement initial.

## Histoire
Le médicament a été approuvé aux États-Unis en 1970. Il est disponible sous forme de médicament générique. Aux États-Unis, 500 mg coûtent environ 130 dollars américains ; bien que le fabricant ait arrêté sa production en 2019,.